# Parque Natural Regional de Brière
O Parque Natural Regional de Brière (em francês:  Parc naturel régional de Brière) é uma área protegida em Pays de la Loire, região da França. Ele cobre uma área total de 40.000 hectares com um núcleo de zona úmida, a Grande Brière, cobrindo aproximadamente 7.000 hectares. A área foi oficialmente designada como um parque natural regional em 1970.
O parque inclui as seguintes comunas: :

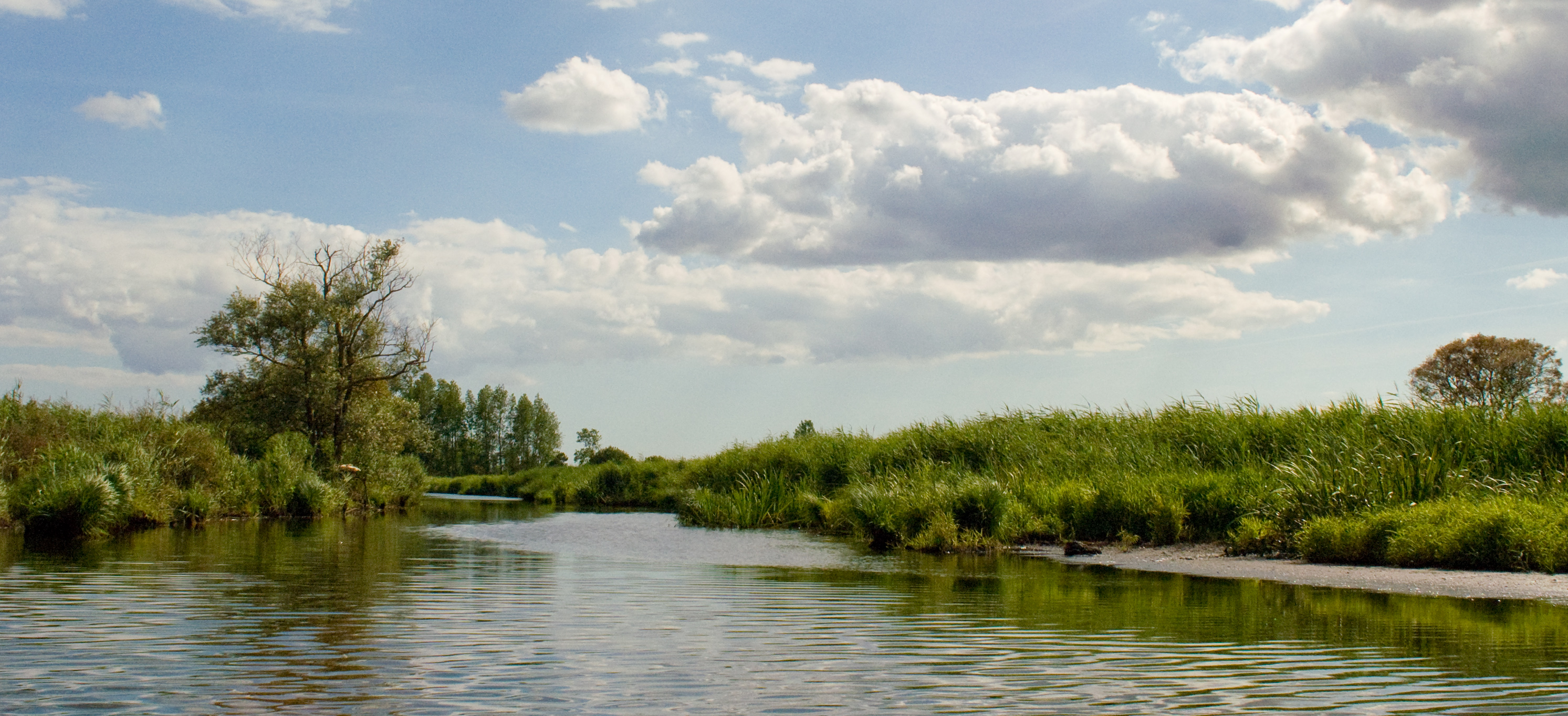
Panorama do pântano de Brière

- Assérac
- Crossac
- Donges
- Guérande
- Herbignac
- La Baule-Escoublac
- La Chapelle-des-Marais
- Missillac
- Montoir-de-Bretagne
- Pornichet
- Prinquiau
- Saint-André-des-Eaux
- Saint-Joachim
- Saint-Lyphard
- Saint-Malo-de-Guersac
- Saint-Molf
- Saint-Nazaire
- Sainte-Reine-de-Bretagne
- Trignac